# Pseudagris pygmaea
Pseudagris pygmaea är en stekelart som beskrevs av Gusenleitner 1998. Pseudagris pygmaea ingår i släktet Pseudagris och familjen Eumenidae. Inga underarter finns listade i Catalogue of Life.